# Кусида, Юдзиро
Юдзи́ро Куси́да (яп. 櫛田 雄二郎, род. 12 мая 1983, Ота) — японский рестлер и бывший мастер смешанных единоборств, более известный мононимно как Куси́да. В настоящее время он выступает в New Japan Pro-Wrestling (NJPW), а также в Impact Wrestling.
Он наиболее известен по своей карьере в NJPW, где он является бывшим шестикратным чемпионом IWGP в полутяжёлом весе и двукратным командным чемпионом IWGP в полутяжёлом весе (вместе с товарищем по команде Time Splitters Алексом Шелли). Он был победителем турниров Best of the Super Juniors 2015 и 2017 годов, Super J-Cup 2016 года и Pro Wrestling World Cup 2017 года — турнира, который NJPW проводила совместно с What Culture Pro Wrestling (WCPW) и Revolution Pro Wrestling (RevPro). Ранее Кусида выступал в американском партнёре NJPW — Ring of Honor (ROH), где он является бывшим телевизионным чемпионом мира ROH. В 2019 году Кусида подписал контракт с WWE, которая назначила его выступать на бренды 205 Live и NXT. В WWE он является бывшим однократным чемпионом NXT в первом тяжёлом весе.
Кусида начал тренироваться для карьеры в смешанных единоборствах (ММА) в «Такада Додзе» Нобухико Такады ещё в средней школе. Он дебютировал в профессиональном ММА в 2003 году в промоушене ZST, выиграв в следующем году турнир ZST Genesis в лёгком весе. В 2005 году он ушёл из ММА, завершив свою карьеру без поражений.

## Карьера в рестлинге

### WWE (2019—2022)
После нескольких месяцев слухов об интересе к Кусиде со стороны американского промоушена WWE, о подписании контракта с рестлером было официально объявлено на пресс-конференции в Нью-Йорке за несколько дней до WrestleMania 35 в апреле 2019 года. 5 апреля Кусида появился в толпе на NXT TakeOver: New York, дебютировав при этом в NXT. В эпизоде NXT от 1 мая Кусида дебютировал на ринге, победив Кассиуса Оно.
18 апреля 2022 года Кусида покинул WWE после истечения срока действия его контракта.

### Возвращение в New Japan Pro-Wrestling (с 2022)
Кусида вернулся в NJPW 21 июня во время шоу New Japan Road. На мероприятии Тайдзи Исимори успешно защитил свой титул против Хирому Такахаси в главном событии. Затем появился Кусида и объявил, что подписал контракт с NJPW и проведёт в этой компании остаток своей карьеры.

## Титулы и достижения

### Смешанные боевые искусства
- ZST
  - Турнир ZST Genesis в лёгком весе (2004)[7]

### Рестлингу
- All Japan Pro Wrestling
  - Командный турнир AJPW среди рестлеров до 30 лет (2008) — c T28[8]
- Consejo Mundial de Lucha Libre
  - Cuadrangular de Parejas (2016) — с Марко Корлеоне[9][10]
- New Japan Pro-Wrestling
  - Чемпион IWGP в полутяжёлом весе (6 раз)[11]
  - Командный чемпион IWGP в полутяжёлом весе (2 раза) — с Алексом Шелли[12]
  - Турнир за титул чемпиона IWGP в полутяжёлом весе (2018)[13]
  - Best of the Super Juniors (2015, 2017)[14][15]
  - Super J-Cup (2016)[16]
  - Super Jr. Tag Tournament (2012) — с Алексом Шелли[17]
- Pro Wrestling Illustrated
  - № 20 в топ 500 рестлеров в рейтинге PWI 500 в 2017[18]
- Ring of Honor
  - Телевизионный чемпион мира ROH (1 раз)[19]
- What Culture Pro Wrestling
  - Кубок мира по рестлингу (2017)[20]
  - Отборочные соревнования Кубка мира по рестлингу в Японии (2017)[21]
- WWE
  - Чемпион NXT в первом тяжёлом весе (1 раз)[22]

## Статистика в смешанных единоборствах
| Боёв 8           | Побед 6 | Поражений 0 |
| ---------------- | ------- | ----------- |
| Нокаутом         | 0       | 0           |
| Сдачей           | 2       | 0           |
| Решением         | 3       | 0           |
| Дисквалификацией | 1       | 0           |
| Ничьи            | 2       | 2           |

| Результат | Рекорд | Соперник          | Способ                          | Турнир                        | Дата           | Раунд | Время | Место         | Примечание |
| --------- | ------ | ----------------- | ------------------------------- | ----------------------------- | -------------- | ----- | ----- | ------------- | ---------- |
| Ничья     | 6-0-2  | Синья Сато        | Ничья                           | ZST: Grand Prix 2 Final Round | 23 января 2005 | 3     | 3:00  | Токио, Япония |            |
| Победа    | 6-0-1  | Такахиро Утияма   | Болевым (армбар)                | ZST: Battle Hazard 1          | 4 июля 2004    | 2     | 3:10  | Токио, Япония |            |
| Победа    | 5-0-1  | Такахиро Утияма   | Решение (единогласное)          | ZST: Grand Prix Final Round   | 11 января 2004 | 1     | 5:00  | Токио, Япония |            |
| Победа    | 4-0-1  | Норимаса Исодзаки | Болевой (удушающий голенью)     | ZST: Grand Prix Final Round   | 11 января 2004 | 1     | 1:37  | Токио, Япония |            |
| Победа    | 3-0-1  | Томохико Хори     | Решение (единогласное)          | ZST: Grand Prix Final Round   | 11 января 2004 | 1     | 5:00  | Токио, Япония |            |
| Победа    | 2-0-1  | Тикара Уэхара     | Решение (единогласное)          | ZST: Grand Prix Opening Round | 23 ноября 2003 | 1     | 5:00  | Токио, Япония |            |
| Ничья     | 1-0-1  | Томохико Хори     | Ничья                           | ZST: The Battlefield 4        | 7 июля 2003    | 1     | 5:00  | Токио, Япония |            |
| Победа    | 1-0    | Кэндзи Мидзуно    | Дисквалификация (захват каната) | ZST: The Battlefield 3        | 1 июня 2003    | 1     | 3:13  | Токио, Япония |            |